# 穆爾黑德 (明尼蘇達州)
46°52′26″N 94°46′02″W / 46.87389°N 94.76722°W
穆爾黑德 （Moorhead, Minnesota）是美國明尼蘇達州克萊縣的一個城市，也是該縣縣治，西隔北紅河與北達科他州的法戈相望。面積34.8平方公里，2000年人口32,177人。
1871年建市。